# 속음부정맥
속음부정맥(internal pudendal veins), 또는 내음부정맥은 골반에 있는 여러 개의 정맥들이다. 속음부동맥의 동반정맥이다. 속음부동맥, 속음부정맥, 음부신경은 모두 음부신경관에 싸여 함께 주행한다.
속음부정맥들은 여성과 남성에서 각각 외음부나 음경의 깊은 정맥에서 시작한다. 깊은 정맥은 각각 음핵망울이나 음경망울에서 나온다. 주행 중 속음부정맥은 엉치결절인대와 엉치가시인대 사이에 놓인다. 속음부동맥과 함께 주행하며, 주행하던 여러 개의 속음부정맥들은 하나의 정맥으로 합쳐져 속엉덩정맥이 된다.
샅정맥이나 아래곧창자정맥이 속음부정맥으로 합류한다.
깊은음경등정맥은 속음부정맥과 연결되지만, 보통 끝나는 지점은 음부정맥얼기이다.

## 참고 문헌
이 문서는 현재 퍼블릭 도메인에 속하는 그레이 해부학 제20판(1918) page 674의 내용을 기초로 작성된 글이 포함되어 있습니다.